# ژان-پیر دنیس
ژان-پیر دنیس (فرانسوی: Jean-Pierre Denis‎؛ زادهٔ ۲۹ مارس ۱۹۴۶) کارگردان، و فیلم‌نامه‌نویس اهل فرانسه است.